# Micropholis melinoniana
Micropholis melinoniana är en tvåhjärtbladig växtart som beskrevs av Jean Baptiste Louis Pierre. Micropholis melinoniana ingår i släktet Micropholis och familjen Sapotaceae. Inga underarter finns listade i Catalogue of Life.